# بيلي (أساطير)
بيلي (بالإنجليزية: Pele)‏ إلهة البراكين في أساطير بولينيزيا - هاواي - وتقول الأسطورة أن بيلي وصلت إلى هاواي من تاهيتي، هاربة من شقيقتها التي أغوت زوجها. وفي أسطورة أخرى أنها فرت هاربة من الطوفان. وفي أسطورة ثالثة تقول إنها فقط تحب الصلاة والتجوال. وشقيقتها «ياكي» هي رفيقتها الملازمة لها.

### أساطير ميلانيزية
- ندوثينا (ميثولوجيا)
- ندينجاي (ميثولوجيا)
- نوجا (ميثولوجيا)
- راتو ماي (ميثولوجيا)
- روكولا
- سيدو (ميثولوجيا)
- تاجارو (ميثولوجيا)
- تنيراو (ميثولوجيا)
- توكابينانا وتوكروفو
- تومودورير

### أساطير ميكرونيزية
- ألولوي (ميثولوجيا)
- كيراتا (ميثولوجيا)
- لؤا (ميثولوجيا)
- لاتيميكيك